# Кацнельсон, Соломон Давидович
Соломо́н Дави́дович Кацнельсо́н (12 августа 1907, Бобруйск — 30 декабря 1985, Ленинград) — советский лингвист, доктор филологических наук, профессор. Труды по скандинавистике, германистике, сравнительно-историческому языкознанию, лингвистической типологии, философии языка, истории языкознания. В ряде его работ высказаны новаторские для своего времени идеи, сыгравшие роль в развитии семантической и грамматической типологии.

## Биография
Окончив в 1923 году школу, в течение четырёх лет работал учителем, в 1928 году поступил на педагогический факультет 2-го МГУ, работал слесарем в Москве и Магнитогорске. По окончании университета (1932) стал сотрудником Научно-исследовательского института национальностей, в 1934 году поступил в аспирантуру Института языка и мышления (ИЯМ) АН СССР в Ленинграде под руководством академика Н. Я. Марра. Кандидатская диссертация на тему «К генезису номинативного предложения» (1935; годом позже вышла в виде монографии), докторская диссертация — «Номинативный строй речи. I. Атрибутивные и предикативные отношения» (1939). В 1940 году утверждён в степени доктора филологических наук и звании профессора, стал старшим научным сотрудником ИЯМ.
В годы Великой Отечественной войны служил в политуправлении Ленинградского фронта, был награждён орденом Отечественной войны II степени и несколькими медалями.
После войны вернулся к научной и преподавательской деятельности в ИЯМ и Ленинградском университете, но в результате дискуссии 1950 года был исключён из числа сотрудников Академии наук и вынужден искать себе работу за пределами Ленинграда. В течение трёх лет работал профессором Педагогического института в городе Иваново. С 1957 года и до конца жизни работал в Ленинградском отделении Института языкознания АН СССР, где с 1971 года заведовал сектором индоевропейских языков, с 1976 по 1981 года — сектором теории грамматики и типологических исследований. В течение многих лет был заместителем председателя Научного совета по теории советского языкознания при ОЛЯ АН СССР.

## Семья
Жена — доктор филологических наук, переводчик Людмила Юльевна Брауде (1927—2011).

## Вклад в науку

### Общая характеристика
С. Д. Кацнельсон является одним из основных представителей Ленинградской грамматической школы. Ранние работы по синтаксической типологии во многом под влиянием идей Марра о стадиальности, но с большим вниманием к фактам конкретных языков; один из первых стал использовать для описания синтаксических отношений понятие валентности. Для Кацнельсона характерен постоянный интерес к философским проблемам языка, связям языка и мышления; в стиле и характере его работ (критиковавшихся некоторыми за известную архаичность и тяжеловесность) прослеживается связь с воззрениями В. фон Гумбольдта и его последователей. С. Д. Кацнельсон считается одним из предшественников семантической и грамматической типологии; его теория «категорий мышления» утверждает (в противовес структуралистскому подходу и в согласии с большинством современных концепций) существование универсального семантического уровня, общего для всех языков мира. Выступал с критикой генеративной модели Хомского (см. «Типология языка и речевое мышление») и теории падежей Ч. Филлмора (см. Вопросы языкознания. № 1. 1988). Занимался также исторической акцентологией германских языков и историей языкознания; инициатор и главный редактор выходившей в Ленинграде серии монографий «История лингвистических учений» и монографии «Грамматические концепции в языкознании XIX века».

### Отдельные работы
Книга «К генезису номинативного предложения» представляет собой текст кандидатской диссертации. В ней содержится критический обзор существовавших точек зрения и изложение авторского взгляда на широко обсуждавшуюся в те годы проблему эргативной конструкции. Поставленная автором задача нахождения в древних германских языках некоторых архаических явлений не находила прямого теоретического подтверждения и наталкивалась на сопротивление практического материала. Таким образом, предположение о былом наличии эргативной конструкции в германских (и вообще индоевропейских) языках не подтверждалось.
Судьба первой серьёзной работы С. Д. Кацнельсона «Историко-грамматические исследования. I. Из истории атрибутивных отношений» во многом трагична. По задумке автора, эта книга должна была стать первой частью большого исследования, которому, однако, не суждено было осуществиться. Книга была подписана к печати в декабре 1949 года и вышла собственно к началу известной лингвистической дискуссии 1950 года и кампании против марризма. Таким образом, книга не оказала должного влияния на развитие историко-типологических исследований, оказалась в числе осуждаемых с точки зрения вульгарного традиционализма. Возможно даже, что не весь тираж дошел до читателя. Эта книга была посвящена детальному анализу системы средств выражения атрибутивных отношений в древнеисландском языке и содержала оригинальный опыт творческого развития стадиально-исторической концепции языка и мышления.
В труде «Содержание слова, значение и обозначение» даётся обоснованная и разносторонняя критика соссюрианского учения о значимости, неогумбольдтианского взгляда на содержание языковых единиц, теорий общих значений, да и вообще всех антименталистических теорий значения. Автор даёт своё видение проблемы с точки зрения понятийного поля, которым и обусловлены семантические различия языковых элементов. Под понятийным полем понимается противоположение понятий, ищущих своё выражение в языке. Выделяются два типа понятийных полей — бинарные и полярные. Структурные различия полей и разнообразие формальных средств выражения значения обусловливают возможность различных способов обозначения, из которых тот или иной язык использует в каждом отдельном случае, как правило, только один.
Наиболее значительной и чаще всех цитируемой книгой является «Типология языка и речевое мышление». В ней затронуты многие фундаментальные вопросы. Сначала приведён анализ основных грамматических категорий с позиций их функций. Сфера употребления грамматической категории определяется сферой употребления присущих ей функций. Разрывы между сферами употребления отдельных функций отражают сложность и внутреннюю противоречивость морфологических категорий. Далее даётся обоснование т. н. скрытой грамматики, догадки относительно которой были высказаны ещё А. А. Потебнёй. Важнейшими функциями скрытых грамматических категорий наряду с формальными являются содержательные функции классификации слов на классы и подклассы, а также функции синтаксической валентности и скрытой деривации лексических значений. Особым местом этой книги является обоснование речемыслительной основы языка, связи языка и мышления. Автор приводит собственное видение модели речи, которая во многом соотносится с моделью, предложенной в рамках Московской психолингвистической школы Т. В. Рябовой-Ахутиной и А. А. Леонтьевым. И далее с этих позиций даётся характеристика основных частей речи и членов предложения. В основе их лежат категории двоякого рода: речемыслительные и универсально-языковые. Первые берут начало в расчленении синкретических образов действительности на семантические элементы, вторые вырастают из условий речи и свойств языка как знаковой системы, и направлены на преобразование многомерных образов сознания в одномерные отношения линейной речи. Речемыслительные категории распадаются на лексико-грамматические и семантико-синтаксические (первые из них классифицируют лексические значения по грамматическим классам, вторые определяют функции лексических значений в предложении), основными лексико-грамматическими категориями являются категории субстанции и признака, позволяющие разделить значения и выражающие их слова на субстанциональные и призначные. Последние, в свою очередь, разделяются на атрибутивные и предикативные значения и, соответственно, слова. Как видно, изложенная в этой книге авторская концепция представляет собой альтернативу «классической» системе частей речи и членов предложения, не способной охватить всё их разнообразие и противоречивость.

## Основные публикации
- К генезису номинативного предложения. М.-Л., 1936.
- Историко-грамматические исследования, ч. 1. Из истории атрибутивных отношений. М.-Л., 1949.
- Содержание слова, значение и обозначение. М.-Л., 1965.
- Сравнительная акцентология германских языков. М.-Л., 1966.
- Типология языка и речевое мышление. Л., 1972.
- Общее и типологическое языкознание. Л., 1986 (посмертный сборник избранных трудов).
- Категории языка и мышления: Из научного наследия / Отв. ред. Л. Ю. Брауде. М.: Языки славянской культуры, 2001 (переиздание основных работ, с дополнениями).